# Mirka
Mirka – wieś w Palestynie, w muhafazie Dżanin. Według danych Palestyńskiego Centralnego Biura Statystycznego w 2016 roku liczyła 2002 mieszkańców.